# Paul Ramadier

Büste von Paul Ramadier in Decazeville

Paul Ramadier ([pɔl ʁama'dje]; * 17. März 1888 in La Rochelle; † 14. Oktober 1961 in Rodez) war ein französischer Politiker, Premierminister und mehrfacher Minister.

## Leben
Ramadier wuchs als Sohn eines Psychiaters in La Rochelle auf. Nach seinem Schulabschluss studierte er Rechtswissenschaft und promovierte anschließend 1911 auf dem Gebiet des Römischen Rechts. Thema seiner Dissertation war „Les effets de la missio in bona rei servandae causa“. Seit 1905 war er politisch aktiv in der neu gegründeten sozialistischen Partei Section française de l’Internationale ouvrière (S.F.I.O.). Im Jahre 1913 trat Ramadier in den Bund der Freimaurer ein. Im selben Jahr wurde sein Sohn Jean Ramadier geboren. Für das Département Aveyron war er von 1928 bis 1940, von 1945 bis 1951 und von 1956 bis 1958 Abgeordneter in der Nationalversammlung. Weiterhin war er Bürgermeister der Stadt Decazeville von 1919 bis 1959.
1936 verließ er die S.F.I.O., trat in die Union socialiste républicaine ein und wurde stellvertretender Staatssekretär im Kabinett von Léon Blum. Seine Zuständigkeit betraf Bergwerke, Elektrizität und flüssige Brennstoffe. Im Kabinett von Camille Chautemps erhielt Ramadier den Posten des stellvertretenden Staatssekretärs für Tiefbau.
Von Januar bis August 1938 war er Minister für Arbeit unter Édouard Daladier. In der  Volksfrontregierung setzte er sich für eine verbesserte Sozialgesetzgebung ein. Er arbeitete an einer Erneuerung des Rentengesetzes, der Arbeitsunfallregelung und der 40-Stunden-Woche. Als es wegen der letzteren Reform mit Daladier zu Unstimmigkeiten kam, trat Ramadier zurück. Als die Nationalversammlung nach der Niederlage vom Juni 1940 dem Vichy-Regime von Philippe Pétain nahezu unbeschränkte Vollmachten erteilte, stimmte er dagegen und schloss sich daraufhin der Résistance an. Für seinen Einsatz für die jüdischen Franzosen wurde er in die Liste der Gerechten unter den Völkern der israelischen Gedenkstätte Yad Vashem aufgenommen. Während der deutschen Besatzung trat er erneut in die S.F.I.O. ein.
Nach der Befreiung wurde er Minister für Versorgung von November 1944 bis Mai 1945 in der Provisorischen Regierung von General Charles de Gaulle, von Dezember 1946 bis Januar 1947 übernahm er das Justizministerium von Léon Blum und forcierte die Zustimmung zum Marshallplan. Nach der Annahme der Verfassung der Vierten Republik durch die Nationalversammlung war er von Januar bis November 1947 erster Premierminister der Vierten Republik.
Am 7. Mai 1947 entließ Paul Ramadier die kommunistischen Minister aus der Regierung. Massendemonstrationen kommunistischer Arbeiter zwangen ihn zum Rücktritt.
In der Regierung von Henri Queuille wurde er 1948 bis 1949 Verteidigungsminister. In diesem Amt war er verantwortlich für die Niederschlagung des madagassischen Aufstandes, bei dem zwischen 10.000 und 90.000 Madagassen getötet wurden. Dabei wurden Aufständische standrechtlich erschossen, gefoltert, bzw. in spezielle Lager gebracht.
Unter Guy Mollet war Ramadier 1956 bis 1957 Wirtschafts- und Finanzminister. Unter der Regierung Mollet kam ihm die Aufgabe zu, die Sozialpolitik zu finanzieren, was der Krieg in Algerien und die entsprechenden Ausgaben nahezu unmöglich machten. Ramadier initiierte darüber hinaus die Einführung der Autovignette in Frankreich 1956.